# Samoa-Wasserfledermaus
Die Samoa-Wasserfledermaus (Myotis insularum) ist eine umstrittene oder möglicherweise ausgestorbene Fledermausart aus der Gattung der Mausohren, die möglicherweise im Pazifikstaat Samoa endemisch war. Sie ist nur vom Holotypus bekannt, der vor 1878 gesammelt wurde.

## Merkmale
Die Maß- und Merkmalsangaben sind nur vom Typusexemplar bekannt. Die Kopf-Rumpf-Länge beträgt 40,6 mm, die Schwanzlänge 38,1 mm, die Ohrenlänge 15,2 mm, die Hinterfußlänge 7,6 mm und die Unterarmlänge 35,6 mm. Das Rückenfell ist schwärzlich, das Bauchfell ist heller. Die Flugmembrane, Ohren und Gliedmaßen sind dunkelbraun. Die Ohren sind lang, mit einem tief konkaven oberen Außenrand, der auf den unteren zwei Dritteln stark und abrupt konvex ist. Der Tragus ist gerade und an der Spitze subakut zugespitzt, mit einem basalen Lappen am hinteren Rand. Die Flügel setzen an der Basis der ersten Zehe an. Die Füße sind klein und schlank. Der letzte Wirbel des Schwanzes reicht über den Rand der Flughaut hinaus. Die Prämolare sind klein und liegen innerhalb ihrer jeweiligen Zahnreihen.

## Systematik
Die Taxonomie und Verbreitung dieser Art ist höchst unsicher. Der angegebene Fundort des Holotypus ist der einzige Nachweis einer Mausohrart auf Samoa, das früher auch als Navigatorinseln bezeichnet wurde. Es wird vermutet, dass der Holotypus ein Durchzügler oder ein missidentifiziertes Exemplar ist. Tim Flannery synonymisierte sie 1995 mit der Pazifik-Freischwanzfledermaus (Emballonura semicaudata). Die Art weist jedoch Merkmale auf, die eine engere Zugehörigkeit zur Gattung Myotis nahelegen, mit möglichen Verwandtschaftsbeziehungen zu Myotis muricola. Karl F. Koopman sah das Verbreitungsgebiet von Myotis insularum als zweifelhaft an. Der Holotypus von Myotis insularum befindet sich im Natural History Museum in London, wo er 1972 von James S. Findley untersucht wurde, der ihn am ehesten der in der Paläarktis vorkommenden Kleinen Bartfledemus (Myotis mystacinus) zuordnete.

## Lebensraum und Lebensweise
Über die Lebensraumanforderungen und die Biologie dieser Art ist nichts bekannt.

## Status
Die Samoa-Wasserfledermaus wird in der IUCN Red List in der Kategorie „unzureichende Datenlage“ (data deficient) klassifiziert. Aufgrund der bestehenden Unsicherheiten bezüglich ihrer Verbreitung und taxonomischen Einordnung ist eine Bewertung ihres Erhaltungsstatus nicht möglich.